# La Roue Tourangelle
La Roue Tourangelle er et fransk endagsløb i landevejscykling som arrangeres hvert år i marts. Løbet er blevet arrangeret siden 2002. Løbet er af UCI klassificeret som 1.1, og er en del af UCI Europe Tour. 

## Vindere
| År                 | Vinder               | Toer              | Treer               |        |
| ------------------ | -------------------- | ----------------- | ------------------- | ------ |
| for amatører       |                      |                   |                     |        |
| 2002               | Mariusz Wiesiak      | Sergej Lagutin    | Daniel Okruciński   |        |
| 2003               | Sergej Lagutin       | Maurizio Biondo   | Yohann Gène         |        |
| for professionelle |                      |                   |                     |        |
| 2004               | Błażej Janiaczyk     | Arnaud Gérard     | Sébastien Minard    |        |
| 2005               | Gilles Canouet       | Julien Belgy      | Tim Cassidy         |        |
| 2006               | Sergej Kolesnikov    | Mikel Gaztañaga   | Michael Reihs       |        |
| 2007               | Jurij Trofimov       | David Tanner      | Дмитро Кривцов      |        |
| 2008               | Vitalij Kondrut      | Roman Chuchulin   | Jarosław Marycz     |        |
| 2009               | Arnaud Molmy         | Médéric Clain     | Dimitry Samokhvalov |        |
| 2010               | Yann Guyot           | Nicolas Baldo     | Dimitry Samokhvalov |        |
| 2011               | David Veilleux       | Anthony Delaplace | Sébastien Chavanel  |        |
| 2012               | Vjatjeslav Kuznetsov | Rafaâ Chtioui     | Igor Bojev          |        |
| 2013               | Mickaël Delage       | Benjamin Giraud   | Jawhen Hutarovitj   |        |
| 2014               | Angélo Tulik         | Jawhen Hutarovitj | Adrien Petit        |        |
| 2015               | Lorrenzo Manzin      | Clément Venturini | Jan Dieteren        |        |
| 2016               | Samuel Dumoulin      | Olivier Pardini   | Julien Duval        |        |
| 2017               | Flavien Dassonville  | Fabien Grellier   | Anthony Delaplace   |        |
| 2018               | Marc Sarreau         | Samuel Dumoulin   | Hugo Hofstetter     |        |
| 2019               | Lionel Taminiaux     | Robin Carpenter   | Marc Sarreau        |        |
| 2020               | aflyst               | aflyst            | aflyst              | aflyst |
| 2021               | Arnaud Démare        | Nacer Bouhanni    | Marc Sarreau        |        |
| 2022               | Nacer Bouhanni       | Bryan Coquard     | Sandy Dujardin      |        |
| 2023               | Rory Townsend        | Gerben Thijssen   | Pierre Barbier      |        |
| 2024               | Jason Tesson         | Gerben Thijssen   | Jenthe Biermans     |        |
| 2025               |                      |                   |                     |        |